# Bloons Tower Defense
Bloons Tower Defense (également connu sous le nom de Bloons TD) est une série de jeux de tower defense de la série Bloons créée et produite par Ninja Kiwi. Le jeu a été initialement développé comme un jeu par navigateur, construit sur la plateforme Adobe Flash et sorti au milieu de l'année 2007. Les jeux ultérieurs de la série ont été développés pour prendre en charge diverses plateformes mobiles, notamment Android, iOS, Windows Phone, PlayStation Portable et Nintendo DSi.
Dans le jeu, les joueurs tentent d'empêcher les ballons (appelés "bloons" dans le jeu) d'atteindre la fin d'un parcours défini en plaçant des tours ou des objets routiers le long du parcours qui peuvent faire éclater les bloons de différentes manières, généralement en utilisant le pouvoir des singes. Certaines tours peuvent bloquer les bloons et donner aux autres tours plus de temps pour les faire sauter en gelant et en collant les bloons. L'argent est gagné en faisant éclater les bloons, en terminant les manches et en collectant des bananes dans les fermes de bananes existantes. Il peut être dépensé pour acheter de nouvelles tours, des améliorations pour les tours existantes ou des objets temporaires tels que des ananas explosifs et des pics de route. 

## Système de jeu
L'objectif principal de Bloons TD est d'empêcher des ballons, appelés "Bloons" dans le jeu, d'atteindre la fin d'une piste définie sur une carte qui comprend une ou plusieurs entrées et sorties pour les bloons,. Le jeu est un jeu de défense de tour et le joueur peut donc choisir différents types de tours et de pièges à placer autour de la piste afin de se défendre contre les bloons, gagnant 1 dollar en jeu pour chaque couche de bloon détruite. Si un bloon atteint la fin d'un chemin, le joueur perd des vies (ou, dans les jeux ultérieurs, de la santé) ; une fois que celles-ci sont épuisées, le jeu se termine,. Les bloons suivent toujours le chemin défini sur la carte jusqu'à ce qu'ils atteignent la ou les sorties, soient éjectés ou soient déplacés vers une partie antérieure du chemin par la capacité d'une tour.
Il existe deux classes de bloons dans le jeu : les bloons ordinaires (sans nom dans le jeu) et les bloons de classe MOAB. À partir de Bloons TD 6, les bloons ordinaires sont les suivants : rouge, bleu, vert, jaune, rose, noir, blanc, plomb, zèbre, arc-en-ciel, violet et céramique. Les bloons de classe MOAB ont la forme d'un dirigeable et comprennent : le MOAB (Massive Ornary Air Blimp), le BFB (Brutal Flying Behemoth), le DDT (Dark Dirigible Titan), le ZOMG (Zeppelin Of Mighty Gargantuaness) et le BAD (Big Airship of Doom). Les variantes les plus coriaces de la plupart des types de bloons contiennent un certain nombre de variantes plus faibles. Dans les versions ultérieures du jeu, les bloons ordinaires possèdent parfois des caractéristiques spéciales telles que le camouflage (que la plupart des tours ne peuvent pas détecter), la repousse (la capacité des bloons à retrouver lentement leur taille d'origine) et la fortification (qui double la santé des bloons les plus coriaces), qui résistent à certains types de tours.
Les tours constituent la principale utilité défensive de la série Bloons TD. Chaque tour a un objectif, une puissance et une utilisation qui lui sont propres, certaines étant puissantes contre certains bloons mais incapables d'en cibler d'autres efficacement. Chaque tour peut être améliorée pour augmenter sa puissance et ses autres capacités en dépensant la monnaie du jeu, appelée simplement "argent", que l'on gagne en faisant sauter les bloons et à la fin de chaque tour. À partir de Bloons TD 4, certaines tours, comme les fermes de bananes, peuvent être placées pour produire de l'argent supplémentaire pendant un tour (à la fin du tour dans Bloons TD 4).
Dans les jeux ultérieurs, il existe plusieurs niveaux de difficulté ; par exemple, dans BTD5, il y a quatre niveaux de difficulté et dans Bloons Monkey City, il y en a cinq. Plus le niveau de difficulté est élevé, moins le joueur a de vies et plus chaque tour et chaque amélioration coûtent cher. Il existe également différents types de cartes classées en fonction de la difficulté ; en général, il y a plus de types de cartes dans les jeux récents.

## Jeux sortis
- Bloons Tower Defense (2007)
- Bloons Tower Defense 2 (2007)
- Bloons TD 3 (2008)
- Bloons TD 4 (2009)
- Bloons TD 5 (2011)
- Bloons TD Battles (2012)
- Bloons Monkey City (2016)
- Bloons Adventure Time TD (2018)
- Bloons TD 6 (2018)
- Bloons TD Battles 2 (2021)